# 16 Lovers Lane
16 Lovers Lane, släppt i augusti 1988, är den australiska indiepopgruppen The Go-Betweens sjätte studioalbum. Det finns med i boken 1001 album du måste höra innan du dör.

## Låtlista
1. "Love Goes On!" – 3:19
2. "Quiet Heart" – 5:20
3. "Love Is a Sign" – 4:12
4. "You Can't Say No Forever" – 3:57
5. "The Devil's Eye" – 2:05
6. "Streets of Your Town" – 3:36
7. "Clouds" – 4:02
8. "Was There Anything I Could Do?" – 3:06
9. "I'm All Right" – 3:10
10. "Dive for Your Memory" – 4:17